# El Vesuvio
El Vesuvio [sic] fue una de las heladerías más antiguas de Buenos Aires, incluso algunas fuentes la mencionan como la primera de toda la ciudad, o de toda la Argentina.
Fundada en 1902, y desde ese momento ocupa el mismo lugar en avenida Corrientes 1181, a una cuadra del Obelisco porteño y dentro del sector cultural de esa arteria, en donde abundan los teatros y cines y hay una intensa vida nocturna.
Se destaca por mantener su boisserie original de roble y finos vitrales adornando el interior, aunque tanto el cielorraso como la parte superior de los muros fueron redecorados varias veces, perdiendo su aspecto original. Fue mencionada por Piazzolla y Ferrer en su tango La última grela.

## Historia
La familia Cocitore, introdujo en la Argentina la primera máquina manual para fabricar helados, una vez inauguraba El Vesuvio en el año 1902, lograría convertirse en la célebre heladería, la primera de la Argentina. Por aquella época, 2 personas debían operar la manivela del gran cilindro de cobre que, rodeado de hielo y sal, prescindía de la energía eléctrica para fabricar ricos helados. 
En 1920, para asegurarse la actividad del local durante todo el año, ampliaron su rubro a confitería, sirviendo chocolate con churros y una sabrosa pastelería.
Tras las medidas de confinamiento y la crisis económica provocadas por la pandemia de Coronavirus SARS-Cov-2 la afluencia de gente se vio afectada, teniendo que cerrar indefinidamente y aunque el Gobierno Argentino brindó soporte económico no fueron las suficientes para evitar el cierre definitivo en marzo de 2021